# جوزيه غيلهرمي بالدوكي
خوسيه غيلهرمي بالدوكي (بالبرتغالية: José Guilherme Baldocchi‏) (مواليد 14 مارس 1946) هو لاعب كرة قدم. يلعب مع منتخب البرازيل لكرة القدم. سبق له أن لعب في كأس العالم لكرة القدم مع منتخب بلاده.

## روابط خارجية
- خوسيه غيلهرمي بالدوكي على موقع قاعدة بيانات كرة القدم.إي يو (الإنجليزية)
- خوسيه غيلهرمي بالدوكي على موقع ناشيونال فوتبول تيمز (الإنجليزية)
- خوسيه غيلهرمي بالدوكي على موقع عالم كرة القدم.نت (الإنجليزية)